# Odorrana cangyuanensis
Espèce
Synonymes
- Rana cangyuanensis Yang, 2008

Odorrana cangyuanensis est une espèce d'amphibiens de la famille des Ranidae.

## Répartition
Cette espèce est endémique de la province du Yunnan dans le sud de la république populaire de Chine. Elle se rencontre dans le xian autonome va de Cangyuan. Sa présence est incertaine en Birmanie.

## Étymologie
Son nom d'espèce, composé de cangyuan et du suffixe latin -ensis, « qui vit dans, qui habite », lui a été donné en référence au lieu de sa découverte, le xian autonome va de Cangyuan.

## Publication originale
- Yang & Rao, 2008 : Amphibia and Reptilia of Yunnan. Yunnan Publishing Group Corporation, Yunnan Science and Technology Press, Kunming, p. 12-152.